# Collegio elettorale di Trento (Regno d'Italia)
Il collegio elettorale di Trento è stato un collegio elettorale di lista del Regno d'Italia per l'elezione della Camera dei deputati.

## Storia
Il collegio di lista fu istituito tramite regio decreto 20 marzo 1921, n. 330, in seguito alla riforma che definì 40 collegi elettorali.
Fu soppresso definitivamente con l'istituzione del collegio unico nazionale tramite regio decreto del 13 dicembre 1923, n. 2694.
| Legislature           | VIII | IX   | X    | XI   | XII  | XIII | XIV  | XV   | XVI  | XVII | XVIII | XIX  | XX   | XXI  | XXII | XXIII | XXIV | XXV  | XXVI | XXVII | XXVIII | XXIX | XXX  |
| --------------------- | ---- | ---- | ---- | ---- | ---- | ---- | ---- | ---- | ---- | ---- | ----- | ---- | ---- | ---- | ---- | ----- | ---- | ---- | ---- | ----- | ------ | ---- | ---- |
| Elezioni              | 1861 | 1865 | 1867 | 1870 | 1874 | 1876 | 1880 | 1882 | 1886 | 1890 | 1892  | 1895 | 1897 | 1900 | 1904 | 1909  | 1913 | 1919 | 1921 | 1924  | 1929   | 1934 | 1939 |
| Deputati nel collegio |      |      |      |      |      |      |      |      |      |      |       |      |      |      |      |       |      |      | 7    |       |        |      |      |
|                       |      |      |      |      |      |      |      |      |      |      |       |      |      |      |      |       |      |      |      |       |        |      |      |
| Totale eletti         | 443  | 493  | 493  | 508  | 508  | 508  | 508  | 508  | 508  | 508  | 508   | 508  | 508  | 508  | 508  | 508   | 508  | 508  | 535  | 535   | 400    | 400  |      |
| Numero collegi        | 443  | 493  | 493  | 508  | 508  | 508  | 508  | 135  | 135  | 135  | 508   | 508  | 508  | 508  | 508  | 508   | 508  | 54   | 40   | 15    | 1      | 1    |      |

## Territorio

Collegi plurinominali del 1921-1923

Nel 1921 comprendeva le città statutarie di Rovereto e di Trento, i distretti politici di Ampezzo, Borgo, Cavalese, Cles, Mezzolombardo, Primiero, Riva, Rovereto, Tione, Trento, il distretto giudiziario di Marebbe-Enneberg (distretto politico di Brunico), i comuni di Ortisei, Santa Cristina e Selva in Val Gardena (distretto politico di Bolzano).

## Dati elettorali

### XXVI legislatura
Le votazioni si svolsero in 40 collegi (39 di lista e uno uninominale) con la normativa del 1919 che per i collegi di lista stabiliva il numero di eletti per ogni lista sulla base dei voti di lista e sul numero di voti dei candidati al di fuori della propria lista.
| Partito                            | Partito                            | Risultati 15 maggio 1921 | Risultati 15 maggio 1921 | Risultati 15 maggio 1921 | Seggi | Seggi |
| Partito                            | Partito                            | Voti                     | %                        | ±                        | Num   | ±     |
| ---------------------------------- | ---------------------------------- | ------------------------ | ------------------------ | ------------------------ | ----- | ----- |
|                                    | Popolare italiano                  | 35 921                   | 50,14                    | n.d.                     | 5     | n.d.  |
|                                    | Socialista ufficiale               | 20 392                   | 28,46                    | n.d.                     | 2     | n.d.  |
|                                    | Liberale democratico               | 6 790                    | 9,48                     | n.d.                     | 0     | n.d.  |
|                                    | Blocco economico                   | 5 338                    | 7,45                     | n.d.                     | 0     | n.d.  |
|                                    | Autonomista tirolese               | 3 200                    | 4,47                     | n.d.                     | 0     | n.d.  |
|                                    |                                    |                          |                          |                          |       |       |
| Iscritti                           | Iscritti                           | 111 524                  | 100,00                   |                          |       |       |
| ↳ Votanti (% su iscritti)          | ↳ Votanti (% su iscritti)          | 73 434                   | 65,85                    | n.d.                     |       |       |
| ↳ Voti validi (% su votanti)       | ↳ Voti validi (% su votanti)       | 71 641                   | 97,56                    |                          |       |       |
| ↳ Schede non valide (% su votanti) | ↳ Schede non valide (% su votanti) | 1 793                    | 2,44                     |                          |       |       |
| ↳ Astenuti (% su iscritti)         | ↳ Astenuti (% su iscritti)         | 38 090                   | 34,15                    |                          |       |       |

| Eletti | Eletti           |
| ------ | ---------------- |
|        | Alcide Degasperi |
|        | Rodolfo Grandi   |
|        | Luigi Carbonari  |
|        | Enrico Tamanini  |
|        | Pietro Romani    |
|        | Silvio Flor      |
|        | Lionello Groff   |